# Anemia heterodoxa
Anemia heterodoxa là một loài dương xỉ trong họ Anemiaceae. Loài này được Christ mô tả khoa học đầu tiên năm 1899.